# Nervijuncta flavoscutellata
Nervijuncta flavoscutellata är en tvåvingeart som beskrevs av Tonnoir 1927. Nervijuncta flavoscutellata ingår i släktet Nervijuncta och familjen hårvingsmyggor. Inga underarter finns listade i Catalogue of Life.